# Hôpital Montfort
 (octobre 2024).
L’Hôpital Montfort est l'hôpital universitaire francophone de l'Ontario, offrant des soins exemplaires centrés sur la personne. Montfort dessert, dans les deux langues officielles, plus de 1,2 million de personnes dans la région de l’Est ontarien. Montfort a reçu un agrément avec mention d'honneur décerné par Agrément Canada en 2014 et en 2018, et il s’est mérité la désignation d’organisme vedette en pratiques exemplaires, décernée par l’Association des infirmières et infirmiers autorisés de l’Ontario.
Avec l'appui de l'Institut du savoir Montfort (ISM) et en collaboration avec ses partenaires principaux, l'Université d'Ottawa et le collège La Cité ainsi que d’autres programmes d'études post-secondaires, Montfort prépare la relève en santé en français. En 2015, il s’est joint au palmarès des 40 principaux hôpitaux de recherche au Canada, grâce aux activités de l’ISM-Recherche. .
L’équipe de haute gestion est menée par le président-directeur général, Dominic Giroux. L’équipe médicale, quant à elle, relève de la médecin-cheffe, Dre Chantal D'Aoust-Bernard. La présidente du conseil d’administration est Mme Marie-Josée Martel.
L’Hôpital Montfort a ouvert ses portes en 1953. 

## L'Hôpital Montfort en chiffres (2023)[4]
- Plus de 1 800 employés et plus de 400 médecins
- Plus de 400 bénévoles et 45 000 heures de bénévolat par année
- 331 lits de soins aigus
- 12 salles opératoires
- Plus de 8 200 interventions au bloc opératoire

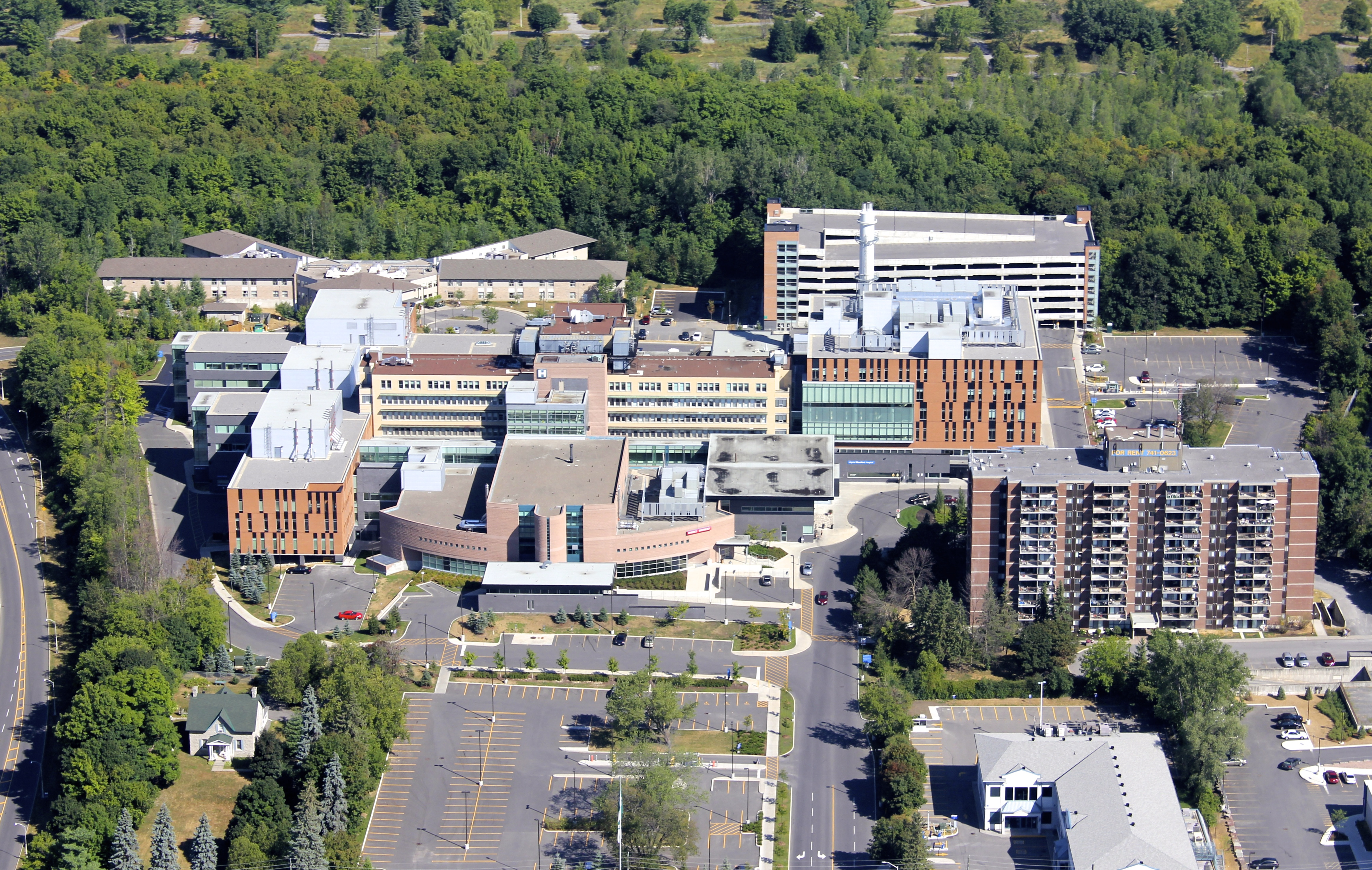
Vue aérienne de l'hôpital, en 2012

- 3 000 accouchements au Centre familial de naissance
- 50 000 visites à l’Urgence
- Plus de 500 étudiants, plus de 100 résidents et plus de 1 800 stagiaires
- Plus de 25 500 jours étudiants
- Quatre chaires de recherche

## Services
Montfort offre un large éventail de soins et de services, dont le service d’urgence, de chirurgie, le programme de santé mentale ainsi que le Centre familial de naissance.
- Cardiologie

- Cardiovasculaire et pulmonaire

- Centre familial de naissance
- Chirurgie
- Endoscopie
- Gériatrie
- Imagerie médicale
- Réadaptation
- Santé mentale
- Services thérapeutiques
- Soins intensifs
- Soins palliatifs
- Télémédecine
- Urgence

## Historique
L’hôpital, appelé à l’époque Hôpital Saint-Louis-Marie-de-Montfort, est fondé en 1953. Il est géré par la congrégation des Filles de la Sagesse jusqu’en 1969. Considéré comme un hôpital des plus modernes, on y retrouve, au départ, un service d’urgence, de chirurgie, de radiologie, un laboratoire, 200 lits pour adultes et 50 lits pour enfants. En adoptant une approche humaniste, l’hôpital s’est rapidement taillé une place de choix au sein de la communauté.

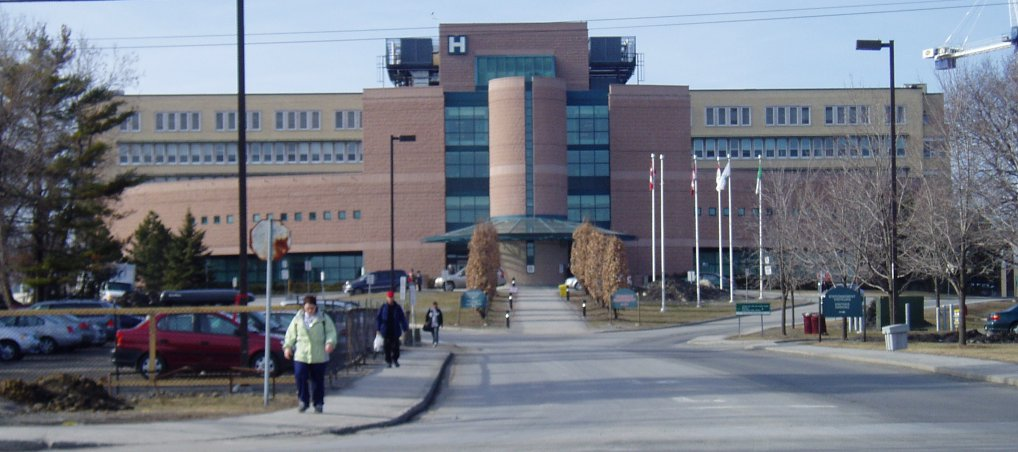
La façade de l'hôpital, en 2005

L’hôpital devient laïque et public en 1970. Plusieurs projets contribuent, au cours des années suivantes, à moderniser l’hôpital et à élargir la gamme de services qui y sont offerts. Les départements de psychiatrie et d’orthopédie, l’unité des soins intensifs, les services cardio-respiratoires et d’électroencéphalographie sont inaugurés au cours des années 1970. Le Centre de soins de longue durée Montfort, anciennement le Pavillon de la Sagesse, situé derrière l’hôpital, accueille ses premiers résidents en 1978. Le service de soins palliatifs est créé quelques années plus tard. En 1992, l’aile sud (aujourd’hui aile A) est inaugurée. Elle abrite plusieurs services, dont l’urgence, le bloc opératoire et une nouvelle unité de soins infirmiers.
 La même année, l’Hôpital signe une entente avec l’Université d’Ottawa. L’affiliation entre la Faculté de médecine et Montfort porte sur l’enseignement clinique de la médecine familiale dans un environnement francophone.

### SOS Montfort
En 1997, la Commission de restructuration des services de santé de l’Ontario recommande la fermeture de l’hôpital. La population se mobilise immédiatement et crée le mouvement SOS Montfort, mené par Gisèle Lalonde. Ci-dessous se trouvent quelques dates importantes de la période SOS Montfort.
- 1997 : La Commission de restructuration des services de santé de l’Ontario recommande la fermeture de l’hôpital (24 février)
- 1997 : Mise sur pied du Mouvement SOS Montfort (25 février)
- 1997 : Grand ralliement au Centre municipal d’Ottawa. 10 000 manifestants y sont présents
- 1998 : SOS Montfort et l’hôpital annoncent qu’ils intentent un recours en justice pour faire annuler les directives de fermer l’hôpital par la Commission de restructuration des services de santé de l’Ontario (28 juillet)
- 1999 : La Cour divisionnaire de l’Ontario ordonne que l’hôpital reste ouvert (29 novembre)
- 2001 : Victoire de l’hôpital en Cour d’appel de l’Ontario contre la Commission de restructuration des services de santé de l’Ontario ; l’hôpital va rester ouvert (7 décembre)

### Le Nouveau Montfort
Depuis 2010, l’hôpital Montfort comprend trois nouvelles ailes qui s’ajoutent aux deux ailes originales, qui furent complètement rénovées. La superficie totale de l’hôpital fut plus que doublée, passant de 300 000 à 750 000 pieds carrés. Ce projet permet d’offrir davantage de soins et de services à un plus grand nombre de patients. Le Nouveau Montfort est officiellement inauguré le 11 juin 2010.

### Dates importantes[6]

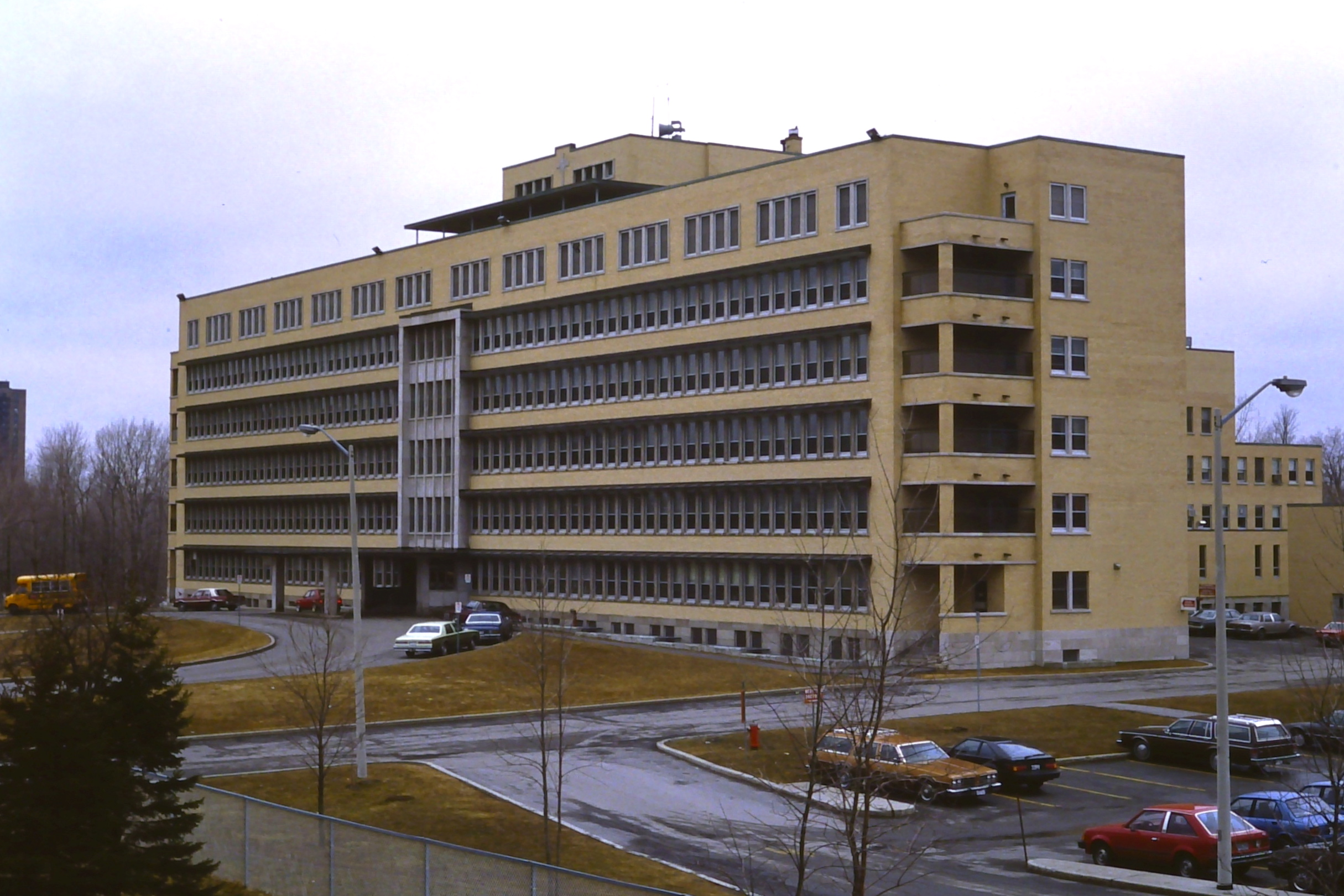
L'édifice original de Montfort, en 1982

- 1953 : Ouverture et inauguration officielle de l’hôpital et naissance du premier bébé. (11 octobre)
- 1954 : Accueil des premiers résidents et stagiaires de l’Université d’Ottawa
- 1956 : Mise sur pied du comité des Dames auxiliaires (comité dissous au début des années 1970)
- 1956 : Ouverture de l’École d’Infirmières Montfort (septembre); ouverte jusqu’en 1971
- 1961 : Premier contrat d’affiliation avec l’Université d’Ottawa (28 décembre)
- 1974 : Création de l’Association des auxiliaires/bénévoles
- 1986 : Création de la Fondation de l’Hôpital Montfort (1er avril)
- 1989 : Désignation de l’hôpital en vertu de la Loi sur les services en français (19 novembre)
- 1990 : Accueil des premiers étudiants des sciences de la santé de la Cité collégiale
- 1992 : Entente d’affiliation avec la Faculté de médecine de l’Université d’Ottawa pour l’enseignement en français
- 1999 : Création du Consortium national de formation en santé (CNFS), en partenariat avec l’Université d’Ottawa
- 2009 : Ouverture du nouveau Centre des services de santé des Forces canadiennes-Ottawa de la Défense nationale à Montfort[7]
- 2010 : Ouverture officielle du Nouveau Montfort (11 juin)
- 2012 : Inauguration officielle de l’Institut de recherche de l’Hôpital Montfort (IRHM) (7 mars)
- 2013 : Désignation provinciale comme centre hospitalier universitaire de groupe A (13 juin)
- 2017 : Inauguration officielle de l'Institut du savoir Montfort (24 mars)
- 2021 : Ouverture du Carrefour santé Aline-Chrétien à Orléans (24 juin)[8]
- 2024 : Ouverture de la Zone d'urgence de santé mentale (5 novembre)[9]

## Fondation
Partenaire de l’hôpital depuis 1986, la Fondation de l’Hôpital Montfort soutient les orientations stratégiques de développement de l’hôpital, afin de mieux répondre aux besoins de ses patients. Au fil des ans, plusieurs campagnes d’envergure ont eu lieu : « Cordialement Vôtre », le Fonds de la résistance SOS Montfort, « Construire ensemble une institution unique », « Pour toi, mon cœur ». La Fondation compte aussi de multiples donateurs : grand public, organismes communautaires, entreprises, fondations charitables et regroupements religieux. Parmi les programmes de la Fondation, il y a les Anges de l’Hôpital Montfort, le Club des nouveau-nés et le programme de sollicitation par publipostage.

## Bénévoles
L’Association des bénévoles compte plus de 300 membres qui offrent environ 60 000 heures de bénévolat par année à l’hôpital. Les bénévoles font partie intégrante de l’hôpital et contribuent à augmenter significativement la qualité des services offerts aux patients.

## Recherche et éducation
L’Institut du Savoir Montfort (ISM) est l’un des deux seuls instituts hospitaliers de l’Ontario – et le seul francophone – associant directement la recherche et l’éducation.
- De 2012 à 2016, les fonctions de recherche de l'Hôpital Montfort étaient assumées par l'Institut de recherche de l'Hôpital Montfort (IRHM), maintenant connu comme ISM - Recherche. L'ISM - Recherche a pour objectif d’élaborer et de réaliser des programmes de recherche novateurs visant à contribuer à améliorer la qualité des soins de santé, en particulier auprès des populations francophones en situation minoritaire. Les priorités de recherche de l’ISM - Recherche s’articulent autour des domaines de la santé mentale, des soins primaires, de la nutrition et du métabolisme et de la santé des familles[12].
- L’Hôpital Montfort est affilié à l’Université d’Ottawa; c'est le seul établissement de santé en Ontario qui offre une formation clinique dans un environnement francophone et ce, sous la supervision de l'ISM. La composante éducationnelle de l’hôpital se traduit par la réalisation de stages et d’activités d’enseignement dans le cadre de plusieurs programmes collégiaux et universitaires, dont la médecine, les soins infirmiers et la réadaptation. Elle se traduit aussi par la formation continue en français des professionnels de la santé[13].